# 뉴욕 박물관

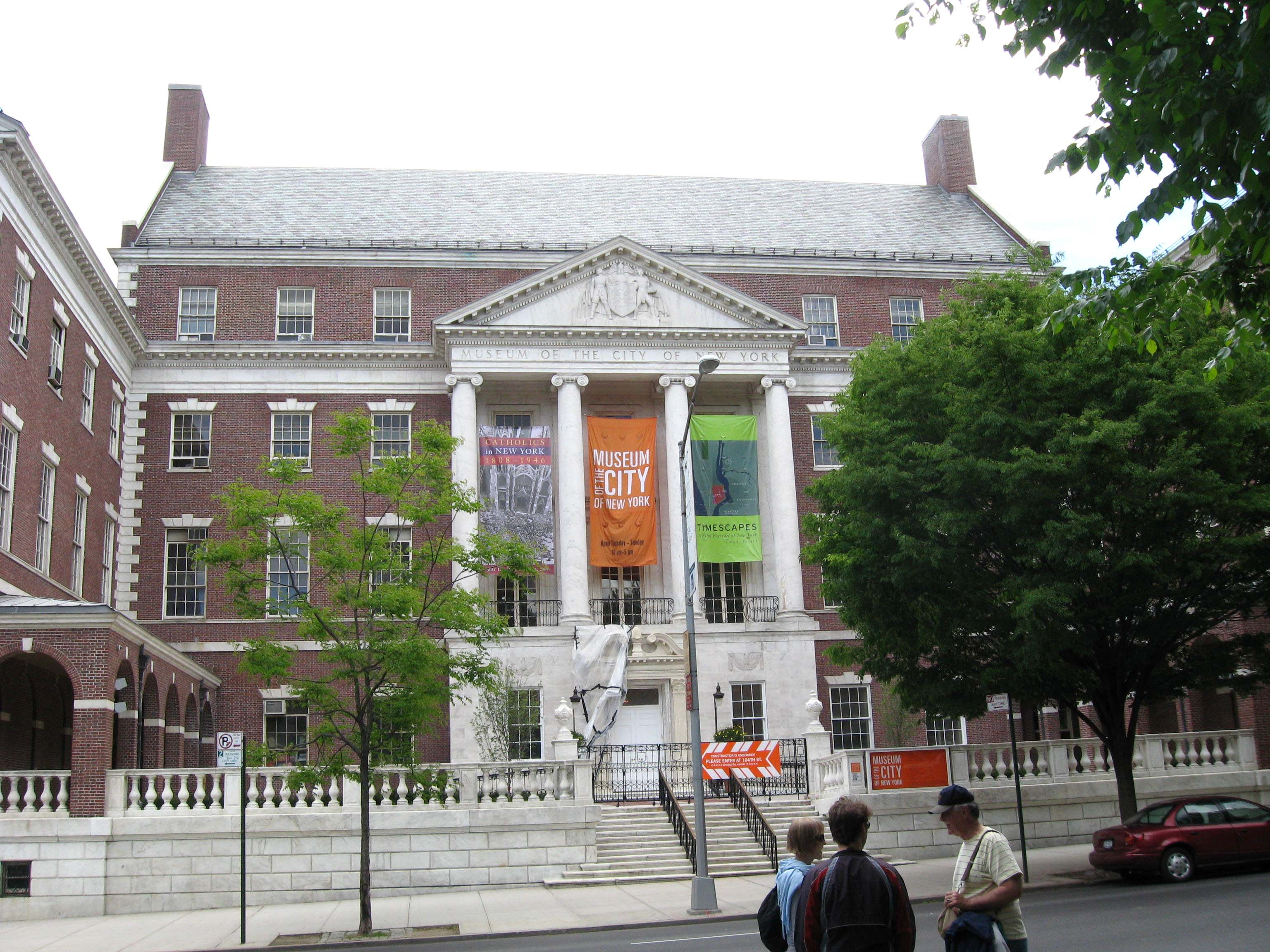
뉴욕 박물관

뉴욕 박물관(뉴욕博物館, 영어: Museum of the City of New York)은 뉴욕에 위치한 박물관으로, 뉴욕의 역사를 시대별, 테마별로 둘러 볼 수 있다. 1923년 개관하였다.